# Новокузнецкий краеведческий музей
Новокузнецкий краеведческий музей — первый музей Кемеровской области, один из крупнейших (более 56 тыс. экспонатов) в Кузбассе. Создан на основе частного музейного собрания кузнецких краеведов Дмитрия Тимофеевича Ярославцева и Георгия Степановича Блынского (первого директора музея до 1932 года) в 1927 году.

## История
В конце XIX века в Кузнецк прибыл из Златоуста молодой слесарь Д. Т. Ярославцев. Его увлечением в новом городе стало краеведение. Он начинает собирать краеведческие материалы в экспедициях по Горной Шории и таким образом формирует основу будущей коллекции. Собранные предметы он хранит на втором этаже своего дома по адресу Картасская, 34 и организует свободный доступ посетителей к ним. Ярославцев сам часто выступает в роли экскурсовода и с оживлением рассказывает об экспонатах своего собрания.
В 1922 году Ярославцев обращается в кузнецкий район с предложением о создании на основе своих материалов городского политехнического музея, который бы способствовал ознакомлению горожан с богатствами родного края. Он становится официальным сотрудником отдела образования и начинает получать зарплату, ставшую хорошей прибавкой к его заработку слесаря-механика. При этом, его коллекция продолжает пополняться геологическими, этнографическими, палеонтологическими экспонатами, архивными документами, старопечатными книгами. В это время в неё поступают картины и оружие из разгромленного в 1919 году дома генерала П. Н. Путилова.
Однако уже в 1923 г. районо перестаёт финансировать музей. Но совсем без поддержки он не остаётся — Ярославцев находит помощника в лице своего друга, молодого и энергичного кузнечанина Г. С. Блынского. Благодаря незаурядным организаторским способностям он вносит большой вклад в дело накопления и оформления краеведческого собрания.
В конце 1926 года Д. Т. Ярославцев при починке очередного прибора поранил руку металлическим обрезком и получил заражение крови, у него началась гангрена. Вскоре Ярославцев скончался, и по оставленному им завещанию, поскольку его дети были равнодушны к увлечению отца, его коллекция должна была перейти в собственность кузнецкой школы-девятилетки, с учащимися которой он тепло общался в последние годы. Однако школа отказалась от музея, и Г. С. Блынский принял решение для спасения коллекции перевезти её к себе на усадьбу, располагавшуюся по адресу ул. Достоевского, 1. Сперва он разместил все экспонаты в амбаре но постепенно начал расставлять их по отделам у себя в доме на верхнем этаже. Тогда же из чучел животных, на которых охотился Блынский, начал формироваться зоологический отел.
Осенью 1927 года Г. С. Блынский решил передать свой дом с выставленной в нём музейной экспозицией родному городу. И 7 ноября, в юбилейную годовщину революции, состоялась торжественная передача дома и экспонатов в дар городу. Музей получил название «Кузнецкий краеведческий музей имени десятилетия Октября». Эта дата считается днём основания музея, вход в которых, на импровизированных каменных постаментах, украсили старинные пушки с Кузнецкой крепости.
С 1945 года располагается на пересечении Проспекта Пионерского и улицы Кирова
Директорами в разное время были Корель, Роман Иннокентьевич и Дубовик, Александр Павлович (1936—1940), Зеленская, Екатерина Феофилактовна (1942-1944).
Имеется филиал на ул. Народной.
Площадь основного здания — 1100 кв м, филиала — 507 кв м.

## Интересные факты
- Дом, в который Г. С. Блынский перевёз коллекцию Д. Т. Ярославцева, был построен во второй половине XIX века и сначала принадлежал священнику Евгению Тюменцеву, который в феврале 1857 года обвенчал Ф. М. Достоевского с М. Д. Исаевой в Одигитриевском храме города Кузнецка. В 1910-е годы домом владела семья Темниковых, у которых в период с 1918 по 1920 год проживал знаменитый металлург М. К. Курако. Позднее дом приобрёл Г. С. Блынский.